# 狼山镇街道
狼山镇街道，是中华人民共和国江苏省南通市崇川区下辖的一个乡镇级行政单位。

## 行政区划
狼山镇街道下辖以下地区：
狼山社区、曹公祠社区、城山社区、临江社区、洪江社区、桃园社区、园林社区、闸桥社区、军山社区、剑山社区、南郊社区、陆洪社区、同心社区、拱山社区和三角桥社区。